# Roadracing-VM 1987
Roadracing-VM 1987 kördes över 15 deltävlingar.
| Klass       | Mästare individuellt                    | Mästare konstruktörer |
| ----------- | --------------------------------------- | --------------------- |
| 500GP       | Wayne Gardner (Honda)                   | Yamaha                |
| 250GP       | Anton Mang (Honda)                      | Honda                 |
| 125GP       | Fausto Gresini (Garelli)                | Garelli               |
| 80GP        | Jorge Martínez (Derbi)                  | Derbi                 |
| Sidvagn     | Steve Webster/Tony Hewitt (LCR-Krauser) | LCR-Krauser           |
| Formula TT1 | Virginio Ferrari (Bimota)               | -                     |
| Endurance   | Hervé Moineau, Bruno Le Bihan (Suzuki)  | -                     |

## 500GP
Wayne Gardner vann sin enda VM-titel före den evige tvåan Randy Mamola.

### Delsegrare
| Bana           | Vinnare       | Märke  |
| -------------- | ------------- | ------ |
| Suzuka         | Randy Mamola  | Yamaha |
| Jerez          | Wayne Gardner | Honda  |
| Hockenheim     | Eddie Lawson  | Yamaha |
| Monza          | Wayne Gardner | Honda  |
| Salzburgring   | Wayne Gardner | Honda  |
| Rijeka         | Wayne Gardner | Honda  |
| Assen          | Eddie Lawson  | Yamaha |
| Le Mans        | Randy Mamola  | Yamaha |
| Donington Park | Eddie Lawson  | Yamaha |
| Anderstorp     | Wayne Gardner | Honda  |
| Brno           | Wayne Gardner | Honda  |
| Misano         | Randy Mamola  | Yamaha |
| Jarama         | Eddie Lawson  | Yamaha |
| Goiana         | Wayne Gardner | Honda  |
| Buenos Aires   | Eddie Lawson  | Yamaha |

### Slutställning
| Plats | Förare          | Team                | Poäng |
| ----- | --------------- | ------------------- | ----- |
| 1     | Wayne Gardner   | Rothmans Honda      | 178   |
| 2     | Randy Mamola    | Lucky Strike Yamaha | 158   |
| 3     | Eddie Lawson    | Marlboro Yamaha     | 157   |
| 4     | Ron Haslam      | Elf Honda           | 72    |
| 5     | Niall Mackenzie | HB Honda            | 61    |
| 6     | Tadahiko Taira  | Marlboro Yamaha     | 56    |

## 250GP
Anton Mang dominerade säsongen och vann titeln med klar marginal.

### Delsegrare
| Bana           | Vinnare          | Märke   |
| -------------- | ---------------- | ------- |
| Suzuka         | Masaru Kobayashi | Honda   |
| Jerez          | Martin Wimmer    | Yamaha  |
| Hockenheim     | Anton Mang       | Honda   |
| Salzburgring   | Anton Mang       | Honda   |
| Monza          | Anton Mang       | Honda   |
| Rijeka         | Carlos Lavado    | Yamaha  |
| Assen          | Anton Mang       | Honda   |
| Le Mans        | Reinhold Roth    | Honda   |
| Donington Park | Anton Mang       | Honda   |
| Anderstorp     | Anton Mang       | Honda   |
| Brno           | Anton Mang       | Honda   |
| Misano         | Loris Reggiani   | Aprilia |
| Jarama         | Anton Mang       | Honda   |
| Goiania        | Dominique Sarron | Honda   |
| Buenos Aires   | Sito Pons        | Honda   |

### Slutställning
| Placering | Förare           | Märke   | Poäng |
| --------- | ---------------- | ------- | ----- |
| 1         | Anton Mang       | Honda   | 136   |
| 2         | Reinhold Roth    | Honda   | 108   |
| 3         | Sito Pons        | Honda   | 108   |
| 4         | Dominique Sarron | Honda   | 97    |
| 5         | Carlos Cardús    | Honda   | 70    |
| 6         | Loris Reggiani   | Aprilia | 68    |

## 125GP
Klassen dominerades av Fausto Gresini, som vann alla race utom säsongsfinalen.

### Delsegrare
| Bana           | Vinnare        | Märke   |
| -------------- | -------------- | ------- |
| Jerez          | Fausto Gresini | Garelli |
| Hockenheim     | Fausto Gresini | Garelli |
| Monza          | Fausto Gresini | Garelli |
| Salzburgring   | Fausto Gresini | Garelli |
| Assen          | Fausto Gresini | Garelli |
| Le Mans        | Fausto Gresini | Garelli |
| Donington Park | Fausto Gresini | Garelli |
| Anderstorp     | Fausto Gresini | Garelli |
| Brno           | Fausto Gresini | Garelli |
| Misano         | Fausto Gresini | Garelli |
| Jarama         | Paolo Casoli   | AGV     |

### Slutställning
| Placering | Förare             | Märke   | Poäng |
| --------- | ------------------ | ------- | ----- |
| 1         | Fausto Gresini     | Garelli | 150   |
| 2         | Bruno Casanova     | Garelli | 88    |
| 3         | Paolo Casoli       | AGV     | 61    |
| 4         | Domenico Brigaglia | AGV     | 58    |
| 5         | August Auinger     | MBA     | 54    |
| 6         | Ezio Gianola       | Honda   | 45    |

## 80GP
Klassen vanns av Jorge Martínez, som dominerade totalt på sin Derbi.

### Delsegrare
| Bana           | Vinnare           | Märke   |
| -------------- | ----------------- | ------- |
| Jerez          | Jorge Martínez    | Derbi   |
| Hockenheim     | Gerhard Waibel    | Krauser |
| Monza          | Jorge Martínez    | Derbi   |
| Salzburgring   | Jorge Martínez    | Derbi   |
| Rijeka         | Jorge Martínez    | Derbi   |
| Assen          | Jorge Martínez    | Derbi   |
| Donington Park | Jorge Martínez    | Derbi   |
| Brno           | Stefan Dörflinger | Krauser |
| Misano         | Manuel Herreros   | Derbi   |
| Jarama         | Jorge Martínez    | Derbi   |

### Slutställning
| Placering | Förare            | Märke   | Poäng |
| --------- | ----------------- | ------- | ----- |
| 1         | Jorge Martínez    | Derbi   | 129   |
| 2         | Manuel Herreros   | Derbi   | 86    |
| 3         | Gerhard Waibel    | Krauser | 82    |
| 4         | Stefan Dörflinger | Krauser | 75    |
| 5         | Ian McConnachie   | Krauser | 51    |
| 6         | Jörg Seel         | Seel    | 38    |